# Tom Riley
Tom Riley (* 5. dubna 1981, Maidstone, Spojené království) je anglický herec. Hraje hlavní roli v seriálu Da Vinciho démoni.

## Filmografie

### Filmy
| Rok  | Název                                              | Postava                      |
| ---- | -------------------------------------------------- | ---------------------------- |
| 2006 | 10 dní před katastrofou                            | David                        |
| 2007 | Návrat do domu hrůzy                               | Paul                         |
| 2007 | Chci to!                                           | Joe                          |
| 2009 | Navěky šťastni                                     | Freddie Butler               |
| 2009 | Kolej Sv. Trajána 2: Legenda o zlatu rodu Frittonů | Romeo                        |
| 2015 | Kill Your Friends                                  | Parker-Hall                  |
| 2016 | Pushing Dead                                       | Mike                         |
| 2016 | Hvězdice                                           | Tom Ray                      |
| 2017 | Modern Life Is Rubbish                             | Adrian                       |
| 2018 | Ghost Light                                        | Thomas Ingram / skotský král |

### Televize
| Rok        | Název                                  | Postava                | Poznámky                        |
| ---------- | -------------------------------------- | ---------------------- | ------------------------------- |
| 2007       | Slečna Marplová                        | Bobby Argyle           | díl: „Zkouška nevinny“          |
| 2007       | Freezing                               | Dave Beethoven         |                                 |
| 2008       | Londýnské nemocnice                    | Dr. James Walton       | 2 díly                          |
| 2008       | Vraždy v Oxfordu                       | Philip Horton          | díl: „Měsíc líbá moře“          |
| 2008       | Freezing                               | Dave Beethoven         | 2 díly                          |
| 2008       | Hercule Poirot                         | Raymond Boynton        | díl: „Schůzka se smrtí“         |
| 2008       | Lost in Austen                         | George Wickham         |                                 |
| 2009       | No Heroics                             | Nigel / Brainstorm     | pilotní díl                     |
| 2010       | Bedlam                                 | Rob                    |                                 |
| 2010       | Bouquet of Barbed Wire                 | Gavin Sorensen         |                                 |
| 2011–2012  | Monroe                                 | Dr. Laurence Shepherd  | 12 dílů                         |
| 2013–2015  | Da Vinciho démoni                      | Leonardo Da Vinci      | 28 dílů                         |
| 2014       | Pán času                               | Robin Hood             | díl: „Robot of Sherwood“        |
| 2015       | V čísle 9                              | Adam                   | díl: „The 12 Days of Christine“ |
| 2016       | Kolekce                                | Claude Sabine          | 8 dílů                          |
| 2016       | Dark Heart                             | DI Will Wagstaffe      | 6 dílů                          |
| 2017       | Angie Tribeca                          | doktor Frederick Wurst | díl: „Turn Me On, Geils“        |
| 2017       | III Behaviour                          | Charlie                | 6 dílů                          |
| 2021–dosud | Viktoriánky                            | Augustus Bidlow        | hlavní role                     |
| 2022       | Žena v domě přes ulici od dívky v okně | Neil                   | hlavní role, 8 dílů             |